# Carl-Henrik Heldin
Carl-Henrik Heldin (* 9. August 1952 in Växjö) ist ein schwedischer Molekularbiologe und Krebsforscher. Er ist seit 1980 an der Universität Uppsala tätig und beschäftigt sich hauptsächlich mit der Wirkung von Wachstumsfaktoren wie PDGF und TGF-β. Parallel dazu fungiert er als Direktor des Ludwig Institute for Cancer Research in Uppsala sowie seit 2013 als Vorsitzender der Nobelstiftung.

## Werdegang
Carl-Henrik Heldin studierte von 1971 bis 1975 Medizin an der Universität Uppsala. Parallel dazu begann er 1972 ebenda ein Studium zum Bachelor of Science. Mit dem Ende seines Medizinstudiums beschäftigte er sich anschließend mit seiner Promotionsarbeit am Institut für medizinische und physiologische Chemie der Universität Uppsala, in der er sich mit Wachstumsfaktoren für humane Zellkulturen befasste. Die Arbeit verteidigte er 1980 und erhielt somit seinen Ph.D., bevor er ein Jahr später auch seinen Bachelor of Science vollendete.
Direkt nach erfolgter Promotion wurde Heldin in Uppsala als wissenschaftlicher Mitarbeiter übernommen und erhielt bereits 1981 ein Stipendium der Swedish Cancer Society, die ihn 1984 als Wissenschaftler anstellte. Zwei Jahre später wurde er zum neuen Leiter der Zweigstelle Uppsala des weltweit tätigen Ludwig Institute for Cancer Research ernannt, ehe 1992 der Ruf auf eine Professur für molekulare Zellbiologie an der Universität Uppsala folgte. Beide Positionen hat Heldin bis heute inne.
Zudem war Heldin von 2011 bis 2013 Vizepräsident des Europäischen Forschungsrats, bevor man ihn im April 2013 zum neuen Vorsitzenden der Nobelstiftung wählte.

## Wissenschaftliches Schaffen
Heldin befasst sich im Bereich der Krebsforschung mit Wachstumsfaktoren, insbesondere mit deren Signaltransduktion und deren Rolle in Physiologie und Pathologie. Dabei konzentriert sich seine Tätigkeit vor allem auf den Platelet Derived Growth Factor, den Transforming growth factor β sowie auf die Familie der SMAD-Proteine.
Ferner fungierte der Schwede von 2003 bis 2009 als Chef-Herausgeber der Fachzeitschrift Cancer Research. Selbst veröffentlichte er bisher über 600 Fachbeiträge.

## Ehrungen
Neben einer Reihe weiterer individueller Auszeichnungen wurden Heldin 1992 die Goldmedaille der European Molecular Biology Organization (EMBO) sowie 1999 der Meyenburg-Preis zugesprochen. Zudem ist er Mitglied zahlreicher Fach- und Gelehrtengesellschaften, darunter der EMBO (1989), der Königlich Schwedischen Akademie der Wissenschaften  (1991), der Königlichen Gesellschaft der Wissenschaften in Uppsala (1995), der Academia Europaea (1999) und der Norwegischen Akademie der Wissenschaften (2009). Im Jahr 2016 wählte man ihn als auswärtiges Ehrenmitglied in die American Academy of Arts and Sciences. Darüber hinaus erhielt er die Ehrendoktorwürden der Universitäten Patras (2009), Helsinki (2010), Turku (2011) und Heidelberg (2011).

## Persönliches
Heldin ist verheiratet und Vater zweier Kinder.